# 632
632 (DCXXXII) var ett skottår som började en onsdag i den julianska kalendern.

## Händelser

### Januari
- 27 januari – En ringformig solförmörkelse kan beskådas i Asien.[1]

### Okänt datum
- Abu Bakr blir kalif.

## Födda
- Chilperik, frankisk kung av Akvitanien från sin far Charibert II:s död samma år till sin egen död senare samma år

## Avlidna
- 8 april – Charibert II, frankisk kung av Akvitanien sedan 629 (mördad på order av Dagobert I)
- 8 juni – Muhammed, profet och grundare av islam
- Chilperik, frankisk kung av Akvitanien sedan Charibert II:s död tidigare samma år (mördad på order av Dagobert I)
- Purandokht, regerande kejsarinna av Persien.

### Fotnoter
1. ↑  NASA Solar Eclipse history